# Carlo Costly
Carlo Yair Costly Molina (San Pedro Sula, 17 luglio 1982) è un calciatore honduregno, attaccante del Marathón.

## Biografia
È figlio di Anthony Costly, ex calciatore honduregno che partecipò al campionato del mondo 1982.

## Carriera

### Club
Inizia la sua carriera nel 2000 nell'Atlético Celaya, in Messico. Nel 2001 passa invece al Morelia, dove rimane fino al 2003.
Inizia a giocare nel 2003 in patria nel Platense fino al 2007, con cui colleziona 10 reti in 19 presenze.
Si trasferisce poi nello stesso anno, in Polonia nel Bełchatów. Nel gennaio del 2009 si trasferisce in Inghilterra nel Birmingham City. Nel 2010 passa invece al Vaslui, in Romania.
Nella stagione 2011-2012 si trasferisce a titolo definitivo al Guadalajara, nella Primera División messicana. Nel 2011 passa a titolo temporaneo in Mls negli Houston Dynamo.
Nell'estate del 2012 va in Grecia nel Veria con cui gioca 25 partite segnando 6 gol. Nel 2013 va in Cina nel Guizhou Zhicheng. Fa ritorno in Honduras dopo 7 anni nell'España.
Passa al Gaziantepspor nella stagione 2014-2015 dove colleziona solo 7 presenze senza segnare alcun gol in campionato e 3 presenze con 3 reti nella coppa nazionale.
Attualmente milita nella squadra honduregna del C.D. Olimpia.

### Nazionale
È stato un punto fermo della nazionale honduregna con cui ha militato dal 2007 al 2014, segnando 32 reti in 77 gare. Grande protagonista insieme a Carlos Pavón per la qualificazione ai mondiali 2010 in Sudafrica che a causa di un infortunio dovrà saltare. Segna l'unico gol della selezione honduregna nei mondiali 2014 in Brasile contro l'Ecuador, trentadue anni dopo l'ultimo segnato in un mondiale per l'Honduras. Lancio in profondità, controllo in progressione, sinistro in corsa, palla nell'angolo alla destra del portiere.

## Palmarès

### Club

#### Competizioni internazionali
- CONCACAF League: 1

CD Olimpia: 2017